# 浅野埋立

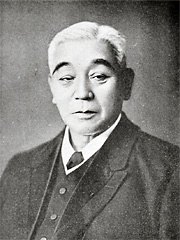
浅野総一郎

浅野埋立（あさのうめたて）は、大正2年（1913年）8月から昭和3年（1928年）6月までの15年間、横浜市鶴見区と川崎市の沿岸で浅野総一郎が行った埋立である。京浜工業地帯の元になった。

## 欧米視察・東京港築港出願
浅野財閥総帥浅野総一郎は、明治29年（1896年）から明治30年（1897年）に欧米の港湾を視察した。当時、日本の港は水深が浅いために、大きな船は港の沖に停泊して、艀（小舟）が船と陸地を往復して人や荷物を運んでいた。ところが、欧米では大きな船が港の岸壁に横付けし、船から鉄道貨車へ電動式の機械で短時間に荷下ろしが行われていた。この差を見て、浅野総一郎は埋立築港事業を決意した。早速、明治32年（1899年）に品川湾二十一万坪の埋立計画を東京に出願したが許可されなかった。明治43年（1910年）には、横浜と東京に係船岸壁のある港を建設し運河も建設して六百万坪の埋立地を造り工業地帯にする計画を東京に出願したが許可されなかった。

## 鶴見・川崎埋立出願
浅野総一郎は横浜と東京の間の海岸を自ら五回も踏査して、海岸が遠浅なので埋立が容易だと考え、東海道と鉄道が通っているので物流や労働力確保が簡単だと考えた。さらに港湾工学の権威の東京帝国大学教授広井勇と共に三度も実地調査して、お墨付きを得た。とりあえず明治37年（1904年）に鶴見・川崎沿岸の小規模な埋立を神奈川県に出願し、明治41年（1908年）には百五十万坪の大規模な埋立事業を神奈川県に出願した。後者は台湾で高雄に人工港を建築した山形要助に設計を依頼したもので、百五十万坪の埋立地を七区画に分けて、各区間に幅72mの運河を造り艀・曳船の通行を可能にして護岸石垣を築き、埋立地全体の海側に一文字防波堤を築いて幅約590m長さ4100m干潮時の深さ9mの運河を造って一万トン級の船が停泊係留できるようにし、埋立地に道路・鉄道を敷設して、東海道と既存の鉄道に接続し、理想的工業地帯を作り出すというものだった。ところが、大規模な埋立なので他の人の連署がないと許可できないと告げられて、浅野総一郎は安田財閥総帥安田善次郎に相談した。安田は二人の技師を連れて海岸の宿に三泊して、毎日朝六時に海岸から、夕方五時に釣船から潮の干満を調査した結果、埋立事業が有望だと判断して協力した。明治45年（1912年）3月に浅野総一郎・安田善次郎・渋沢栄一（渋沢財閥総帥）・安倍幸兵衛・渡辺福三郎・大谷嘉兵衛（三人は横浜の貿易商）で鶴見埋立組合を結成し改めて埋立事業を出願した。大正元年（1912年）秋に、埋立地域の漁業権交渉が二万円を支払う事でようやく妥結すると、大正2年（1913年）1月に埋立許可が下りた。

## 埋立工事

JR鶴見線沿線が浅野埋立の場所

大正2年（1913年）8月に埋立工事が始まった。大正3年（1914年）3月4日に、鶴見埋立組合が鶴見埋築株式会社になった。資本総額350万円、株式総数七万株、内訳は浅野財閥33%、安田財閥23%、渋沢財閥23%、横浜の貿易商三人7%、徳川家・その他14%、株主総数26人、社長は浅野総一郎、専務は大川平三郎（渋沢財閥）・白石元治郎（浅野財閥）、取締役は安田善三郎（安田財閥）・安倍幸兵衛（横浜の貿易商）・太田清蔵（徴兵保険専務）・八十島親徳（渋沢財閥）、監査役は渡辺福三郎（横浜の貿易商）・尾高次郎（渋沢財閥）・山本安三郎（徳川家家令）だった。英国から輸入した350馬力のサンドポンプ船が埋立工事を行ったが能力不足だったので、急遽750馬力のサンドポンプ船を建造して、大正4年（1915年）1月から現場に投入すると優れた性能を発揮した。輸入船も350馬力から750馬力に改造すると満足すべき成果をあげた。川崎の田島村大島新田では臨海湿地十万坪の埋立が大正4年（1915年）4月に完成し、大正6年（1917年）5月に浅野セメント工場が完成した。日本鋼管は大株主の若尾幾造から川崎の若尾新田を買収し埋め立てて工場を建設し、大正3年（1914年）4月から営業を開始した。鶴見では二万五千坪を旭硝子に売却し、大正5年（1916年）4月には工場が完成した。浅野造船所予定地では同年7月から埋立工事と工場建設を同時進行で行い、浅野総一郎が毎朝六時半に工事現場に現れて工事を急がせ、大正6年（1917年）11月には工場全体が完成した。造船所の隣には大正7年（1918年）6月に浅野製鉄所の工場が完成した。大正8年（1919年）11月に十三万五千坪の埋立予定地を石川島造船所に売却し、大正11年（1922年）11月に埋立・引き渡しを完了した。大正9年（1920年）に鶴見埋築は東京湾埋立に改称した。同年下期にはライジングサン石油に一万五千坪を売却し、翌年の下期に引き渡した。この頃に、石川島造船所が二万坪を日本石油に転売し、東京湾埋立は十二万四千坪を芝浦製作所に売却した。大正12年（1923年）に三井物産（重油部）に一万四千五百坪を売却した。大正12年（1923年）9月1日の関東大震災で埋立地の工場は被害を受けたが、東京に比べると軽度なものだった。大正13年（1924年）下期には五隻のサンドポンプ船をフル稼働して埋立を急いだ。同年5月に、埋立地を一望する丘にある浅野綜合中学校（浅野中学校・高等学校）の校庭に、大きな銅像が完成した。工事現場を視察する浅野総一郎の姿を象ったものだった。浅野総一郎は「ここなら、死んでも俺の庭が見下ろせる」と喜んだ。大正14年（1925年）には三万坪を東京電力に売却し、一万五千坪を日本電力に引き渡した。同年下期には完成埋立地が百万坪を突破し、売却も急増し、埋立会社は創業以来最高の利益を記録した。大正15年（1926年）上期には約一万六千坪を日清製粉に、三万坪を東京電力に、一万五千坪を日本電力に、四千五百五十坪を鶴見臨港鉄道に、三万千二百坪を東京電燈に所有権移転登記し、千二百六十ニ坪をライジングサン石油に売却した。同年下期には埋立工事・錨地運河浚渫・航路拡張・防波堤建設修理・護岸工事・橋梁工事を同時に行い埋立浚渫土量が開業以来最高になった。昭和2年(1927年)上期には作業量の最高記録を更新し、約二万坪を住友合資に売却し、6月には百五十四万坪の埋立工事が全て完了した。同年下期には約五万五千坪を三井物産に、二万坪を鉄道省に所有権移転登記した。昭和3年（1928年）6月に防波堤・錨地・橋梁などの付帯施設が完成して、浅野埋立は完了した。同年下期には南満州鉄道に土地引き渡しを完了したが、三井物産が営業を開始し、日清製粉工場が完成した。埋立地は、浅野総一郎から浅野町、安田善次郎から安善町、白石元治郎から白石町、大川平三郎から大川町、浅野総一郎の家紋の扇から扇町と末広町（扇は末広がり）と名付けられた。

## 電気・水道・鉄道

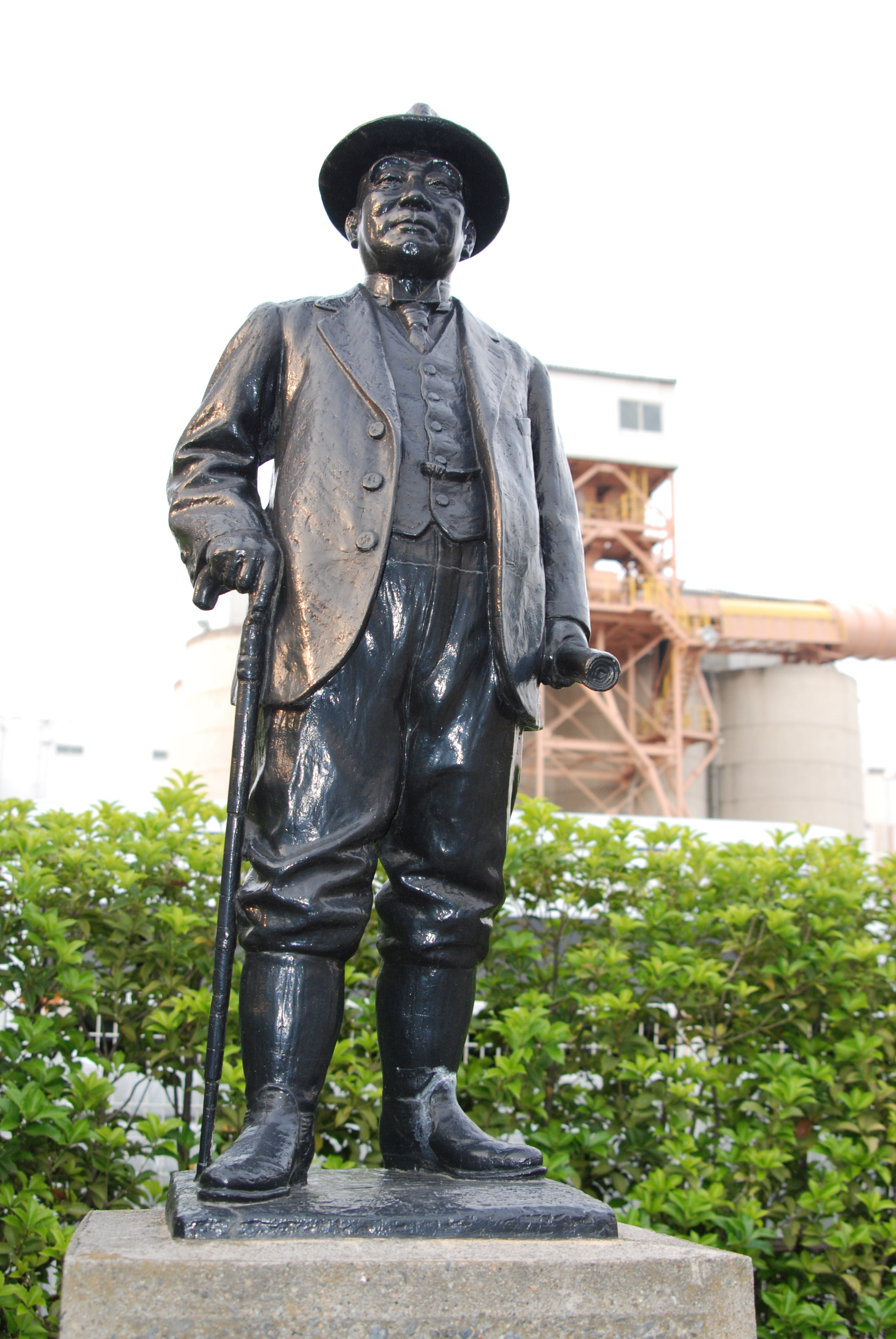
工事現場を視察する浅野総一郎の銅像

浅野総一郎は、神奈川県足柄上郡神縄村落合に落合発電所を建設し、大正6年（1917年）6月に鶴見変電所を経て埋立地の工場に電力供給を開始した。大正9年（1920年）9月には発電量を増やした。さらに群馬県渋川町に関東水力電気の発電所を建設し昭和4年（1929年）に埋立地に電力供給を始めた。埋立地には水道が必要なので、浅野総一郎は大正8年（1919年）年1月に水道会社の設立を申請し、大正10年（1921年）1月に許可された。昭和2年（1927年）5月に橘樹水道を設立して給水を開始したが、多数の工場の需要に対しては能力不足で深刻な水不足になったので昭和12年（1937年）5月に橘樹水道を横浜市に売却し市営水道にして安定供給を図った。埋立地の工場と東海道本線をつなげる為に、大正13年（1924年）2月に鉄道免許を申請し4月に免許を得て、鶴見臨港鉄道を設立した。大正14年（1925年）7月に工事を開始し埋立地を浜川崎駅に接続して、大正15年（1926年）春に貨物運輸を始めた。さらに貨物輸送を増やし旅客輸送も始める為に、昭和3年（1928年）3月から昭和5年（1930年）10月まで工事して弁天橋から鶴見駅まで線路を延長した。この時に浅野総一郎が工事現場を視察した様子が伝わっている。「浅野さんは...銅像と同じ格好でね。シャッポかぶってストッキングはいて半スボンだよ。...お供は一人だけ。格好も洋服はヨレヨレだしストッキングもつぎはぎだらけなんだ。側近とか家族はいろいろ言うけれども、『いや、現場へ行くのにはこれでたくさんだ』って頑張って、そういう格好でステッキついて、達者なもんでしたよ。」。

## 埋立地の売却
浅野総一郎が昭和5年（1930年）11月9日に死去すると、浅野泰治郎が財閥総帥となり、東京湾埋立の社長も兼務した。同年上期に三万坪を昭和肥料に、五千坪を早山与三郎（早山石油社長）に売却したが、下期には四千坪しか売れなかったので無配になった。昭和6年（1931年）11月末に五十三万坪の埋立地が売れ残っていた。昭和7年（1932年）上期には埋立地がほとんど売れずに赤字に転落した。昭和8年（1933年）以降は景気回復により、浅野造船所・日本鋼管・早山石油・三菱石油・日本石油・京浜コークス・日本タンカーに埋立地を売ったが、小面積の売却ばかりで赤字を抜け出すのがやっとだった。昭和10年（1935年）に、日本フォードが十一万坪購入を申し入れてきたが、浅野良三（浅野泰治郎の弟）が陸軍に呼び出されて「神国日本の国の一部をアメリカに売るとはまかりならん」と売買中止を勧告された。フォードは日本人を雇用して自動車技術も提供してくれるし、戦争になっても工場は日本に残るから国益になると、浅野良三は反論したが聞き入れられなかった。さらに商工省もこの売却に反対した。その時たまたま陸軍大臣が満州に赴いたので、帰国までは売却しないように陸軍大臣と商工大臣が正式な通達を出した。ところが陸軍大臣が満州から帰国すると、7月24日に浅野良三は陸軍と商工省に無断で売買契約を締結して、陸軍を激怒させた。NHKは浅野良三の行為を国際関係改善を意図したものと解釈しているが、東亜建設工業（東京湾埋立の後身）は経営改善の為と考えている。昭和14年（1939年）ごろには、日本鋼管・鉄道省・三井物産・住友合資会社・日本電力・東京電燈・日清製粉・ライジングサン石油・スタンダードヴァキューム石油・日本石油・東京瓦斯・浅野造船所・京浜コークス・芝浦製作所・旭硝子・三菱石油・三菱鉱業・昭和肥料・早山石油・日本タンカー・旭石油・東京中山鋼業・化工機製作所・日本鋳造・東京製鉄・鶴見窯業・愛国石油・自動車工業・日本フォード・日本漁網船具・内外石油・日満倉庫・徳永硝子製造所・東京湾埋立がこの埋立地に立地して大きな工業地帯を形成した。このように浅野埋立が京浜工業地帯の元になったので、浅野総一郎は「京浜工業地帯の父」と呼ばれている。